# 王唯任
王唯任（1977年4月6日 - ），日本棋院东京本院现役围棋士，五段。台湾台北市出身。东京中华学校、樱美林大学经济学部毕业。樱美林大学大学院国际学研究科国际关系专攻博士前期（硕士）修了。
著有围棋入门教材数本，担任围棋教室讲师以及樱美林大学公开讲座讲师。